# Рогожино (Нижньогородська область)
Рогожино (рос. Рогожино) — присілок в Городецькому районі Нижньогородської області Російської Федерації.
Населення становить 35 осіб. Входить до складу муніципального утворення Кумохинська сільрада.

## Історія
Від 2009 року входить до складу муніципального утворення Кумохинська сільрада.

## Населення
| 2002 | 2010 |
| ---- | ---- |
| 33   | ↗35  |